# Associação Portuguesa de Mulheres Juristas
A Associação Portuguesa de Mulheres Juristas (A.P.M.J.) é uma organização não-governamental de juristas, fundada em Lisboa (1988), com o objectivo de contribuir para o estudo critico do Direito sob a perspectiva da defesa dos direitos das Mulheres.

## História
Em 28 de Maio de 1987 o Diário da República publicava um Assento do Supremo Tribunal de Justiça que tratava de forma desigual os filhos nascidos dentro e fora do casamento. A Constituição da República fora aprovada havia já mais de 10 anos, porém, como cidadãs e juristas todos os dias éramos confrontadas com uma realidade que obstaculizava o efectivo exercício dos direitos nela consagrados. 
A publicação daquele Assento, que contrariava abertamente a Constituição da República, despertou a indignação de várias mulheres juristas que decidiram conjugar os seus esforços com vista a obter a anulação daquela decisão. O Direito pareceu-nos ser o instrumento adequado, e ao nosso alcance, para lutar pelo efectivo exercício dos direitos. A constituição de uma Associação surgiu, assim, como algo de imperioso e necessário.
A APMJ constituiu-se com base na comum consciência que se não encontram esgotadas as possibilidades de modificação do ordenamento jurídico que nos rege, com vista à real obtenção de uma Igualdade de estatuto entre todos os seres humanos.
A Associação Portuguesa de Mulheres Juristas viu já recompensado o seu labor, com três importantes vitórias. Assim, em 1989, deu início ao processo que viria a conduzir em 1991 à declaração de inconstitucionalidade, pelo Tribunal Constitucional, do Assento do Supremo Tribunal de Justiça, que discriminava os filhos nascidos fora do casamento.
Em 1994, no Ano Internacional da Família, apresentou juntamente com a psicóloga Dr.ª Maria Saldanha Pinto Ribeiro, uma Proposta de Alteração do Código Civil, respeitante aos efeitos pessoais da filiação, que consagrava a possibilidade de opção pelo exercício conjunto da responsabilidade parental em caso de separação dos pais. O que veio a ser conseguido com a publicação da Lei n.º 84/95 de 31 de Agosto.
Por ocasião do 20º aniversário da Constituição de Portugal, em 1996, participou no processo de Revisão Constitucional, apresentando uma proposta de alteração à Constituição, que, visando a consagração da igualdade entre mulheres e homens como direito fundamental, propunha alterações a vários preceitos constitucionais. A IV Revisão Constitucional acolheu um conjunto notável dessas propostas. Assim o artigo 9º veio a incluir, na sua alínea h), a promoção da igualdade entre homens e mulheres como tarefa fundamental do Estado. A conciliação da vida familiar com a actividade profissional passou a merecer protecção constitucional, como direito dos trabalhadores na alínea b) do artigo 59º. Também o artigo 69º foi modificado no sentido de garantir a protecção do Estado às crianças desprovidas de meio familiar normal. As alterações propostas quanto à participação de homens e mulheres na vida política mereceram também acolhimento, consagrando agora a Lei Fundamental no seu artigo 109º, um imperativo a que a lei ordinária deverá obedecer no sentido de "promover a igualdade no exercício dos direitos cívicos e políticos e a não discriminação em função do sexo no acesso a cargos políticos".

## Atividades
A Associação Portuguesa de Mulheres Juristas tem ainda colaborado com os trabalhos parlamentares referentes a algumas alterações legislativas, designadamente as relativas ao Código Penal, ao Código de Processo Penal e à Lei Eleitoral para a Assembleia da República, seja participando em audições públicas, seja ainda em audiências das Comissões especializadas.
Na prossecução dos seus objectivos promoveu a APMJ a discussão e o debate de temas relevantes para a Igualdade de Direitos e de Estatuto entre mulheres e homens, realizando vários eventos:
- um Colóquio sobre o conceito legal de Família, quando este assunto esteve em discussão no Parlamento Europeu,
- um Colóquio sobre a Discriminação contra as Mulheres no Trabalho e no Emprego,
- um Colóquio obre a Revisão do Código Penal, com a participação de vários membros da Comissão Revisora,
- um Seminário sobre Bioética e Reprodução medicamente assistida,
- um Seminário sobre Divórcio e Regulação e Limitações ao exercício do Poder Paternal
- um Ciclo de Conferencias sobre os Crimes Sexuais,
- um Colóquio sobre o Assédio Sexual nos Locais de Trabalho,

Em 1996 foi iniciado um Ciclo de Conferencias sobre a igualdade de estatuto entre mulheres e homens, a fim de analisar esta matéria em 4 ramos fundamentais do Direito, o Direito Constitucional, o Direito do Trabalho, o Direito Penal e o Direito da Família, tendo já sido realizadas todas estas Conferências.
A APMJ promoveu de 1990 a 1996, e com periodicidade bienal Encontros de Mulheres Juristas dos Países Lusófonos, tendo obtido das Associações de Mulheres Juristas daqueles países um comprometimento de apoio e solidariedade para com a luta do povo Timorense, designadamente para com as Mulheres de Timor.
Desde Junho de 1993, a APMJ vem pugnando pela introdução nos "curricula" universitários de disciplinas que versem as matérias que mais nos tem preocupado, designadamente o Direito das Mulheres e o Direito das Crianças.
Anualmente a APMJ vem comemorando o Dia Internacional da Mulher, reunindo no dia 8 de Março um largo número de mulheres e homens Juristas.

## Parcerias
A APMJ é membro das entidades internacionais Federação Internacional de Mulheres de Carreiras Jurídicas e Plataforma Internacional de Juristas por Timor-Leste; e membro do Conselho Consultivo da Comissão para a Igualdade e os Direitos das Mulheres, da Plataforma "Direito de Optar" e da Rede Nacional das Associações Jurídicas.